# Sanyrevilleus grimaldii
Sanyrevilleus grimaldii là một loài bọ cánh cứng trong họ Rhynchitidae. Loài này được Gratshev & Zherikhin miêu tả khoa học năm 2000.